# シズオ・Z・クワハラ
シズオ・Z・クワハラ (Shizuo Z Kuwahara しずお・ずぃー・くわはら)は主にアメリカ合衆国で研鑽を積んだ日本人のクラシック音楽の指揮者。

## 略歴
東京都生まれ。三重県四日市市で10歳まで育ち、その後家族とともにアメリカ合衆国へ渡りイェール大学指揮科修了。フィテルベルク国際指揮者コンクール佳作第1席、東京国際音楽コンクール指揮部門入選、プロコーフィエフ国際音楽コンクール指揮部門入選、マルコ国際指揮者コンクール第3位、第4回ゲオルク・ショルティ国際指揮者コンクール優勝、第5回 Ionel Perli International Conducting Competition第2位、The American Prize National Nonprofit Competitions in the Performing Arts優勝などの受賞歴がある。
かつてはアメリカ合衆国ジョージア州オーガスタ交響楽団の音楽監督を務めていた。2019年からウラジオストク・マリインスキー劇場の首席客演指揮者として就任。2023年現在はシビウのOrchestra Filarmonicii de Stat Sibiuに招かれている。